# Aspidaphis adjuvans
Aspidaphis adjuvans är en insektsart som först beskrevs av Walker 1848.  Aspidaphis adjuvans ingår i släktet Aspidaphis och familjen långrörsbladlöss. Enligt den finländska rödlistan är arten starkt hotad i Finland. Arten är reproducerande i Sverige. Artens livsmiljö är ruderatmarker, vägrenar och banvallar. Inga underarter finns listade i Catalogue of Life.